# 1912年香港
|        | 香港歷史 \| 香港歷史年表                                                                                                   |
| 世紀： | 19世紀香港 \| 20世紀香港 \| 21世紀香港                                                                                     |
| 年代： | 1880年代香港 \| 1890年代香港 \| 1900年代香港 \| 1910年代香港 \| 1920年代香港 \| 1930年代香港 \| 1940年代香港               |
| 年份： | 1908年香港 \| 1909年香港 \| 1910年香港 \| 1911年香港 \| 1912年香港 \| 1913年香港 \| 1914年香港 \| 1915年香港 \| 1916年香港 |
| 紀年： | 壬子年（鼠年）、香港開埠71周年                                                                                             |

## 大事記
- 1月：
  - 中國撤退邊境守軍，土匪入侵香港。
  - 港督盧吉上書英廷，冊封何啟為爵士，成為首位華人獲此榮譽。
- 2月，盧吉宣佈取消緊急狀態。
- 3月11日，香港大學本部大樓建成啟用。
- 3月16日，盧吉任滿離港，由輔政司施勳署理港督。
- 4月1日，沙頭角支線全線通車。
- 4月24日，孫中山等人乘輪船抵港外海面，當局以未獲英政府准許為由，拒絕其登岸。
- 5月18日，孫中山終由廣州抵港，入住英皇大酒店。
- 5月，廣東銀行創立。
- 6月1日，頒佈《有限合伙經營業條例》。
- 6月14日，香港天文台獲英皇佐治五世贈予皇家稱號。
- 6月26日，調派印度兵到邊境駐守。
- 7月1日，頒佈《禁止通用外國銅幣條例》。
- 7月4日，第15任港督梅含理抵港履新，惟到埗不久即遇槍手企圖行弒[1]，成為香港史上首宗行弒或企圖行弒最高領導人的案件，於當年轟動一時。梅含理偕同夫人夏蓮娜從港島卜公碼頭登岸，與夫人分乘兩頂大轎，在警衛保護下，與歡迎人群前往大會堂出席就職典禮。在離開遮打道經過香港郵局總局時，突然有一名男子衝過軍隊及警察組成的警戒線，因梅含理曾任警察，見勢色不對，遂迅速躲避。結果未有命中，子彈穿過其轎，打在夏蓮娜轎前的木柱上，將梅督夫人嚇得目瞪口呆。維持秩序的軍人與警員一湧而上，將兇手拘捕，發現為一名年僅15歲的少年。梅含理表現平靜，還告戒屬下不要大驚小怪，並面不改容前往大會堂參加就職禮。兇手被捕後供認不諱，雖然子彈沒有擊中任何人，惟法庭仍然判處其終身監禁。行弒原因估計為與梅含理此前在港擔任警察司時的作風強硬，或與他在新界的所作所為有關。自從此次企圖行弒事件後，港督外出便不坐轎子，改乘汽車，汽車自此在港普及起來。梅含理對這位未成年犯人採取寬容態度，每遇大型典禮即減免刑罰，更於1918年即將卸任前，贈兇手路費10港元，將其釋放。
- 8月19日，多名海盜洗劫長洲並攻佔長洲警署，3名印籍警員遇襲殉職。[2]
- 8月24日，省港澳輪船公司向香港黃埔船塢訂購新型高速汽船。
- 12月21日，香港破獲日本人偽造廣東紙幣機關，時值100餘萬元。
- 12月底，由於發現日造廣東偽幣，市面紙幣價值暴跌。
- 本年：
  - 摩星嶺炮台建成，設炮架5台。
  - 佛教建築清涼法苑於屯門虎地建成。
  - 全港雞鴨行工商總會成立。
  - 政府財政收入為818萬，支出720萬。[3]
  - 總人口為63.83萬，外國人佔1.6萬。[3]

## 出生人物
- 1月17日－林妹妹，香港早期電影演員。